# Strobilanthes campaniformis
Strobilanthes campaniformis är en akantusväxtart som beskrevs av John Richard Ironside Wood. Strobilanthes campaniformis ingår i släktet Strobilanthes och familjen akantusväxter. Inga underarter finns listade i Catalogue of Life.